# Roland Freisler

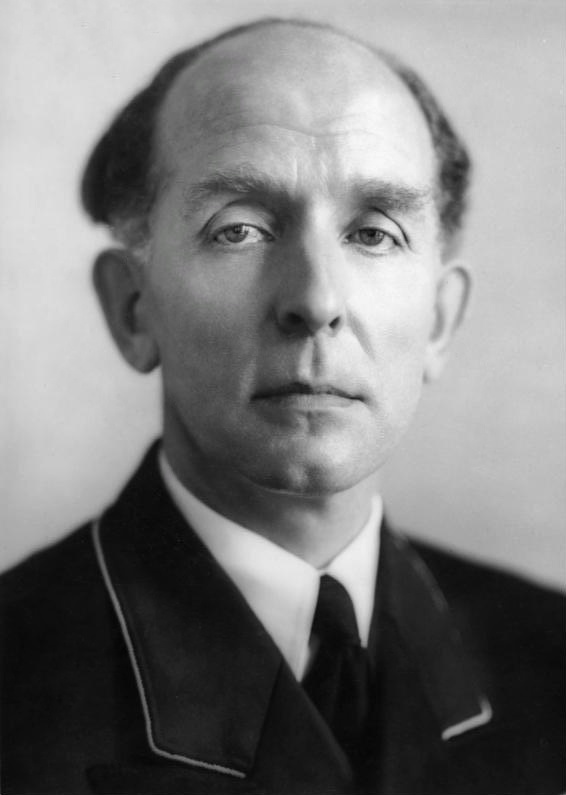
Roland Freisler (1942)

Karl Roland Freisler (* 30. Oktober 1893 in Celle; † 3. Februar 1945 in Berlin) war ein deutscher Jurist und Mitorganisator des Holocausts. Seine berufliche Karriere begann in der Weimarer Republik und gelangte im Verlauf der Diktatur des Nationalsozialismus zu ihrem Höhepunkt. Bald nach der Machtergreifung wurde er Staatssekretär, zuerst im preußischen, dann im Reichsjustizministerium und war führend an der Formung der nationalsozialistischen Justiz unter Ausschaltung rechtsstaatlicher Grundsätze beteiligt. Als einer der 15 Teilnehmer der Wannseekonferenz war er maßgeblich in die Organisation des Holocausts eingebunden.
Freisler gilt als bekanntester Strafrichter des nationalsozialistischen Deutschland, sein Name wurde zum Synonym für eine Unrechtsjustiz schlechthin. Von August 1942 bis zu seinem Tod war er Präsident des Volksgerichtshofes, der höchsten juristischen Instanz des NS-Regimes für politische Strafsachen. Freisler war verantwortlich für etwa 2600 Todesurteile in den von ihm geführten Verhandlungen, darunter viele Schauprozesse mit im Voraus festgelegten Urteilen. Beispiele dafür sind die 1943 unter Freislers Vorsitz geführten Prozesse gegen die Mitglieder der Widerstandsgruppe „Weiße Rose“, in denen er neben anderen Christoph Probst, Hans Scholl und Sophie Scholl zum Tode verurteilte, sowie die Prozesse gegen die Widerstandskämpfer des Hitler-Attentats vom 20. Juli 1944 wie Carl Goerdeler.
Seine Prozessführung war von Häme, Aggression und Befangenheit geprägt. Sie war darauf angelegt, die Angeklagten zu demütigen und weitgehend ihres Rechts auf Verteidigung zu berauben.
Freisler kam bei dem Luftangriff auf Berlin vom 3. Februar 1945 ums Leben.

## Werdegang

### Herkunft, Erster Weltkrieg und Kriegsgefangenschaft
Über das Privatleben Roland Freislers ist, im Unterschied zu fast allen anderen prominenten Personen der nationalsozialistischen Führungselite, nur wenig bekannt. Sein Vater war der aus Klantendorf in Mähren stammende Ingenieur und Oberlehrer Julius Freisler (1862–1937); seine Mutter, Charlotte Auguste Florentine Freisler, geb. Schwerdtfeger (1863–1932), stammte aus Celle.
Zum Jahresende 1893 zog die Familie mit dem zweimonatigen Roland Freisler von Celle nach Hannover, 1895 dann nach Hameln, wo sein Bruder Oswald Freisler geboren wurde. Dieser war ebenfalls NS-Jurist, wurde aber nach der erfolgreichen Verteidigung von drei angeklagten Widerstandskämpfern im Berliner Katholikenprozess 1937 aus der Partei ausgeschlossen; er starb 1939 unter widersprüchlich überlieferten Umständen durch Suizid. Nach beruflich bedingten Aufenthalten in Duisburg und Karlsruhe zog Freislers Vater im Herbst 1897 mit seiner Familie nach Kassel. 1901 folgte die Übersiedlung nach Aachen, wo Julius Freisler eine Anstellung als Oberlehrer an der Königlichen Baugewerbeschule bekommen hatte. Roland Freisler wurde 1903 als Sextaner am Aachener Kaiser-Wilhelm-Gymnasium aufgenommen. Im selben Jahr kehrte die Familie endgültig nach Kassel zurück, wo Freisler bis zum Abitur im Frühjahr 1912 das Wilhelmsgymnasium besuchte. Anschließend begann er an der Universität Jena ein Studium der Rechtswissenschaft. Er war zeitweilig Mitglied der Studentenverbindung SBV! Alemannia Jena im Schwarzburgbund, wurde aber ausgeschlossen, nachdem er zusammen mit einem Alten Herrn versucht hatte, die Alemannia in eine Studentenverbindung des Wingolfs umzuwandeln.
Nach Ausbruch des Ersten Weltkrieges unterbrach er sein Studium, um sich als Kriegsfreiwilliger zu melden. Er nahm im Herbst 1914 an der Ersten Flandernschlacht teil, wo er verwundet und von seinem Regiment getrennt wurde. Später kam er als Offiziersaspirant mit dem Infanterie-Regiment Nr. 167 an die Ostfront. Dort geriet er im Herbst 1915 bei Kämpfen in Wolhynien als Fahnenjunker in russische Kriegsgefangenschaft. Den Rest des Krieges verbrachte er in einem Offizierslager in der Nähe von Moskau. Nach der Oktoberrevolution und dem Friedensvertrag von Brest-Litowsk erhielten die deutschen Kriegsgefangenenlager in Sowjetrussland die Selbstverwaltung. Freisler, der inzwischen den Bolschewiki beigetreten war, wurde zu einem der Lagerkommandanten ernannt. Als die Gefangenen 1918 in die Heimat entlassen wurden, blieb Freisler noch zwei Jahre länger in Sowjetrussland. In der Zeit des Russischen Bürgerkriegs war er Kommissar für Nahrungsmittelverteilung. Er soll fließend Russisch gesprochen haben und es wurde gemutmaßt, er sei in dieser Zeit überzeugter Anhänger des Bolschewismus gewesen.

### Rückkehr nach Deutschland, Promotion und Niederlassung als Rechtsanwalt
Freisler kehrte 1920 nach Deutschland zurück, nachdem er in Russland offenbar wegen Korruptionsvorwürfen unter Druck geraten war. Er nahm sein Studium wieder auf und wurde 1921/22 an der Universität Jena mit einer Summa cum laude benoteten arbeitsrechtlichen Dissertation über das in der Weimarer Republik neue Betriebsräterecht promoviert. Im Oktober 1923 legte er in Berlin das juristische Staatsexamen ab. Er verbrachte danach einige Monate als Gerichtsassessor am Homberger Amtsgericht. 1924 eröffnete Freisler mit seinem Bruder Oswald eine Anwaltskanzlei in Kassel. Die Brüder teilten sich ihre Fälle dergestalt auf, dass Oswald das Zivilrecht und Roland das Strafrecht betreute und auch straffällig gewordene Nationalsozialisten verteidigte.
Am 24. März 1928 heiratete Freisler Marion Russegger. Sie bekamen zwei Söhne, Harald und Roland.

### Nationalsozialistischer Agitator
Nachdem er nach seiner Rückkehr zunächst ähnlich wie Oswald linksliberale und sozialistische Ansichten vertreten hatte, vollzog Roland Freisler um 1923/1924 eine scharfe politische Wendung. Er ließ sich im Frühjahr 1924 als Reichstagskandidat für den Völkisch-sozialen Block aufstellen und trat zum 9. Juli 1925 in die NSDAP ein (Mitgliedsnummer 9.679).
Für die NSDAP wurde Freisler Stadtverordneter in Kassel. Er war nach der Wahl zum Preußischen Landtag am 24. April 1932 Abgeordneter des 4. preußischen Landtags und nach der Machtergreifung auch Abgeordneter des 5. preußischen Landtags.
Im Jahr 1927 charakterisierte Karl Weinrich, der Gauleiter des damaligen NSDAP-Gaues Kurhessen, Freisler in einem Bericht an die Parteileitung in München wie folgt:

„Rhetorisch ist er unseren besten Rednern gewachsen, wenn nicht überlegen. Besonders auf die große Masse hat er Einfluss, von denkenden Menschen wird er innerlich meist abgelehnt. Parteigenosse Freisler ist nur als Redner verwendbar. Für jeden Führerposten ist er ungeeignet, da er unzuverlässig ist und zu sehr von Stimmungen abhängig.“

Er verwickelte sich im Verlauf der 1920er Jahre in dauernde gerichtliche Auseinandersetzungen mit örtlichen Politikern und Zeitungsredakteuren und lieferte sich als Stadtverordneter scharfe Rededuelle mit sozialdemokratischen Stadtverordneten. Zwischen 1924 und 1935 war er auch regelmäßig als Anwalt am Leipziger Ehrengerichtshof tätig, wo er in fast allen Prozessen Kollegen, Verfahrensbeteiligte oder Richter beleidigte und bedrohte. Ihm selbst wurde die Anwaltszulassung jedoch nie entzogen.
Freisler profilierte sich auch mit physischen und juristischen Aktionen gegen Theateraufführungen in Kassel. 1926 störte er gemeinsam mit anderen Nationalsozialisten eine Aufführung der Tragikomödie Seele über Bord von Ernst Glaeser. Dabei misshandelten die Störer einen Zuschauer. Freisler erstattete Strafanzeige gegen den Autor wegen Gotteslästerung (§ 166 StGB). Im Prozess stellte sich jedoch heraus, dass die monierten Sätze aus dem Bühnenmanuskript in der Kassler Aufführung gar nicht gesprochen worden waren. Auf Befragen, ob er diese Sätze wirklich gehört habe, antwortete Freisler ausweichend. Der Prozess endete mit einem Freispruch für Glaeser. In zwei Artikeln der Weltbühne kommentierten Kurt Tucholsky und Wolfgang Bardach diese Ereignisse und insbesondere Freislers Rolle. Ende 1927 erstattete Freisler Strafanzeige gegen das Kassler Kleine Theater und Bertolt Brecht, weil dort eine Neufassung von Brechts Baal gezeigt worden war. In seinem Schriftsatz deutete er das Drama als Glorifizierung der Homosexualität und erreichte tatsächlich, dass die Staatsanwaltschaft wegen Erregung öffentlichen Ärgernisses und Verbreitung unzüchtiger Schriften (§§ 183 und 184 StGB) zu ermitteln begann, allerdings offenbar ohne Folgen.
Im Jahr 1931 war er zusammen mit Hans Frank Verteidiger im Verfahren gegen die Rädelsführer des Kurfürstendamm-Krawalls von 1931, SA-Führer Wolf-Heinrich von Helldorff und seinen Stabschef Karl Ernst. Die Verteidigung erreichte für beide ein mildes Urteil von sechs Monaten Haft, das überdies vorzeitig aufgehoben wurde.

## Zeit des Nationalsozialismus

### Nationalsozialistische Rechtsreform nach 1933: Strafrecht und rechtspolitische Richtlinien
Nach der „Machtergreifung“ ging seine Karriere im März 1933 steil nach oben. Freisler wurde mit den Märzwahlen 1933 Mitglied des Reichstages und zum Ministerialdirektor und Leiter der Personalabteilung im preußischen Justizministerium ernannt. Er nutzte seine Stellung frühzeitig für eine rigorose und rechtswidrige „Säuberung“ der Justiz und Anwaltschaft von Gegnern des Nationalsozialismus. Noch im selben Jahr wurde er Staatssekretär und preußischer Staatsrat. Als das preußische Justizministerium 1935 im Reichsministerium der Justiz aufging, wurde Freisler als Staatssekretär übernommen.

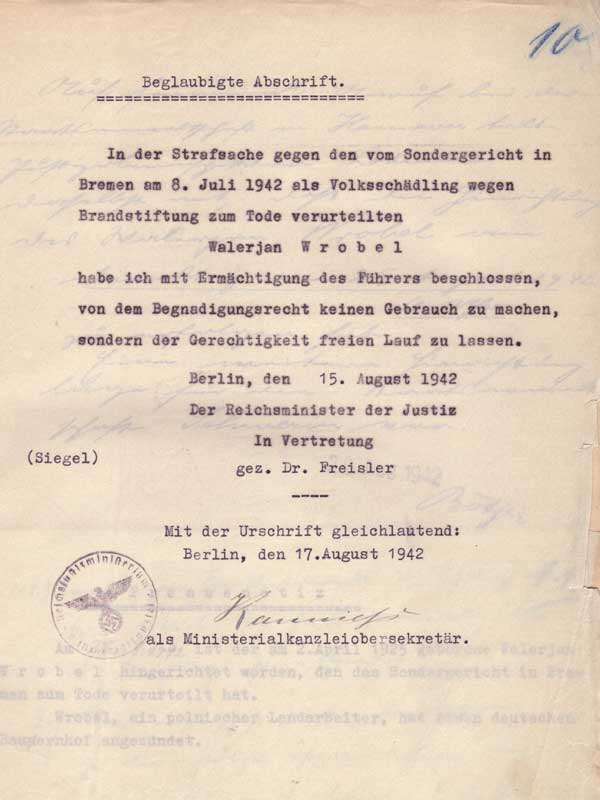
Gnadengesuch-Ablehnung für Walerian Wróbel: Zur Tatzeit 16 Jahre alt. Urteilsvollstreckung am 25. August 1942 in Hamburg mit dem Fallbeil.

Während seiner Tätigkeit in Justizbehörden missachtete Freisler im Einklang mit der Justizpolitik der NSDAP zentrale Grundsätze des Rechtsstaats, beispielsweise im Jahr 1938 im Rahmen eines Strafprozesses das Prinzip „nulla poena sine lege“ (‚Keine Strafe ohne Gesetz‘). Nach diesem rechtsstaatlichen Prinzip darf niemand aufgrund einer Gesetzeslage strafrechtlich verurteilt werden, die es zur Tatzeit noch nicht gegeben hat. Zwei Brüder, Walter und Max Götze, hatten zwischen 1934 und 1938 durch eine Überfallserie mittels Autofallen Berlin und Umgebung unsicher gemacht. Dabei war es auch zu zwei Morden gekommen, die nachweislich nur Walter Götze begangen hatte. Somit wäre Max Götze nach geltender Gesetzeslage mit einer langjährigen Zuchthausstrafe davongekommen. Freisler informierte Hitler darüber, der verlangte, in diesem Fall die Todesstrafe zu verhängen. Daraufhin sorgte Freisler zusammen mit dem Reichsjustizminister in aller Eile dafür, dass ein passendes Gesetz in zwei Tagen durchgebracht und im Reichsgesetzblatt vom 23. Juni 1938 mit Wirkung vom 1. Januar 1936 veröffentlicht wurde. Am 24. Juni wurde daher auch Max Götze aufgrund dieses Gesetzes in neun Fällen zum Tode verurteilt.
Freisler war an der Entwicklung eines neuen nationalsozialistischen Strafrechtes an führenden Stellen beteiligt: Er wird als erster Mitarbeiter im Bereich „Gesamtbearbeitung“ der Denkschrift Nationalsozialistische Justiz genannt, deren „Gesamtleitung“ der preußische Justizminister Hanns Kerrl innehatte und die im September 1933 veröffentlicht wurde.  Ende September 1933 war Freisler die Nummer 46 der hundert ersten Mitglieder der nationalsozialistischen Akademie für deutsches Recht unter ihrem Präsidenten Hans Frank. Dort übernahm er im Oktober 1933 den Vorsitz des Ausschusses für Strafrecht.
Ab Dezember 1933 war Freisler zusätzlich stellvertretender Führer im Bund Nationalsozialistischer Deutscher Juristen (BNSDJ). Hans Frank hatte ihn dazu zusammen mit Hanns Kerrl ernannt.
In Heft 8 vom 22. Februar 1934 des Amtsblattes des Reichsjustizministeriums Deutsche Justiz wurde mitgeteilt, dass der „Staatssekretär im Reichs- und Preußischen Justizministerium und Vorsitzender der Strafrechtsabteilung der Akademie für Deutsches Recht“ Roland Freisler von Hans Frank zum „Leiter der wissenschaftlichen Arbeiten“ der Akademie für Deutsches Recht ernannt worden sei.
Freisler wurde einer der wichtigsten Autoren der Zeitschrift Deutsche Justiz. Rechtspflege und Rechtspolitik bis Anfang 1942. In diversen Artikeln vertrat er u. a. ein Willensstrafrecht, nach dem nicht die Tat, sondern bereits ein Wille zu einer Tat strafwürdig sei. Auch an der Neuformulierung der Tatbestände von Mord und Totschlag entsprechend der Tätertypenlehre hatte Freisler maßgeblichen Anteil. Nachdem am 4. Dezember 1941 die Polenstrafrechtsverordnung vom nationalsozialistischen Ministerrat für die Reichsverteidigung in Kraft gesetzt worden war, kommentierte Freisler unter dem Titel Das deutsche Polenstrafrecht in drei Teilen ausführlich, wie nun die deutsche NS-Strafjustiz im besetzten Polen mit Nicht-Deutschen, insbesondere Polen und Juden, umzugehen habe. Die Verordnung wurde unter anderem am 1941 neu eingerichteten Oberlandesgericht Kattowitz angewandt.

### Als Staatssekretär auf der Wannseekonferenz am 20. Januar 1942
Roland Freisler verblieb bis zu seiner Berufung zum Volksgerichtshof 1942 im Reichsjustizministerium und vertrat es in der Funktion als Staatssekretär u. a. bei der Wannseekonferenz.

### Präsident des Volksgerichtshofs

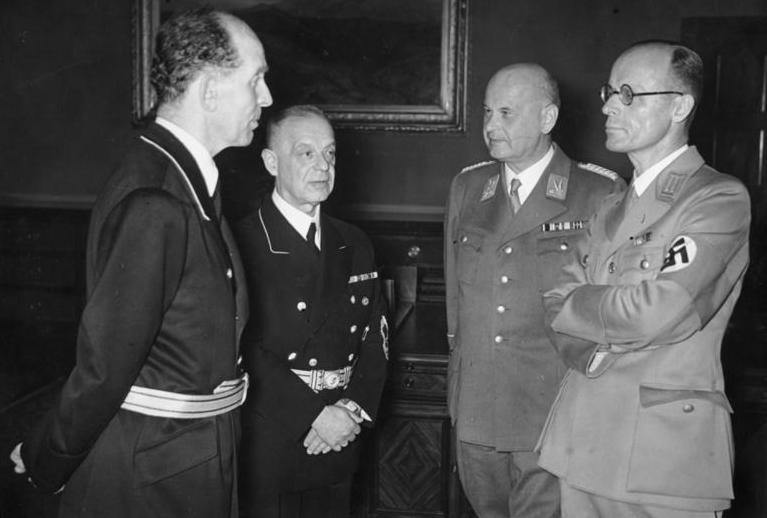
Freisler als neuer Präsident des Volksgerichtshofs bei der Amtseinführung Otto Thieracks als Justizminister des NS-Regimes, August 1942. Von links nach rechts: Freisler, Franz Schlegelberger, Thierack und Curt Rothenberger.

Am 20. August 1942 wurde Freisler von Adolf Hitler als Nachfolger Otto Thieracks, der zum Reichsjustizminister befördert worden war, zum Präsidenten des Volksgerichtshofs ernannt. Dieser war 1934 zur Verhandlung von Hochverrats- und Landesverratssachen errichtet worden. Später wurde die Zuständigkeit auf andere Staatsschutzdelikte erweitert.
Unter Freisler stieg die Anzahl der Todesurteile stark an: Ungefähr 90 Prozent aller Verfahren endeten mit einer oft bereits vor Prozessbeginn feststehenden Todesstrafe oder mit lebenslanger Haftstrafe. Zwischen 1942 und 1945 wurden mehr als 5.200 Todesurteile gefällt, davon über 2.600 durch den von Freisler geführten Ersten Senat des Gerichts, den Freisler zu den „Panzertruppen der Rechtspflege“ zählte. Damit war Freisler in den drei Jahren seines Wirkens am Volksgerichtshof für ebenso viele Todesurteile verantwortlich wie alle anderen Senate des Gerichts zusammen in der gesamten Zeit des Bestehens des Gerichts von 1934 bis 1945. Daher haftete ihm schon bald der Ruf eines „Blutrichters“ an, als Hitler nach dem Attentat vom 20. Juli 1944 entschied, dass die an der Verschwörung Beteiligten vor den Volksgerichtshof gestellt werden sollten. Hitler ging es dabei auch darum, den Verschwörern „keine Zeit zu langen Reden“ zu lassen. „Aber der Freisler wird das schon machen. Das ist unser Wyschinski“ – ein Hinweis auf Stalins berüchtigten Chefankläger in den Moskauer Prozessen, den Schauprozessen der Stalinschen „Säuberungen“ in den Jahren 1936 bis 1938. Trotzdem stellte Freisler keine Ausnahme von Hitlers Abneigung gegenüber Juristen dar. So wurde er von Hitler bei dessen Tischmonologen im Führerhauptquartier als Bolschewik bezeichnet.

### Prozessführung Freislers

#### Grundsätzliche Vorgehensweise

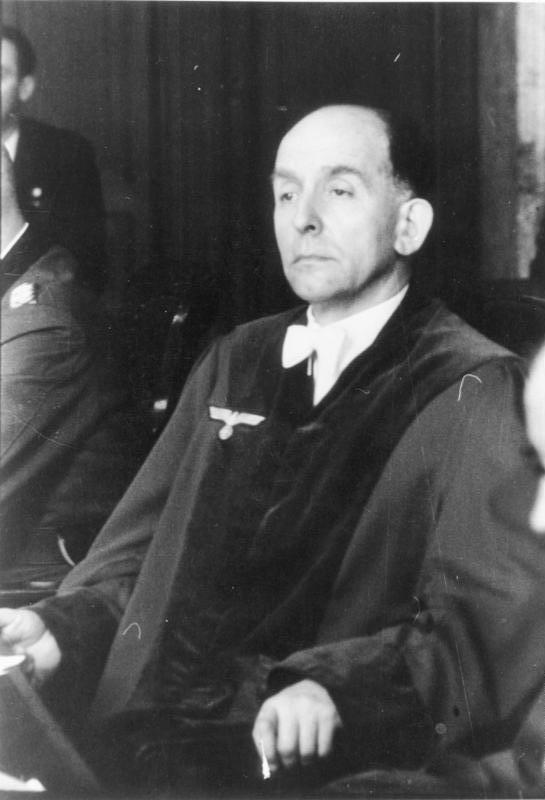
Roland Freisler (1944)

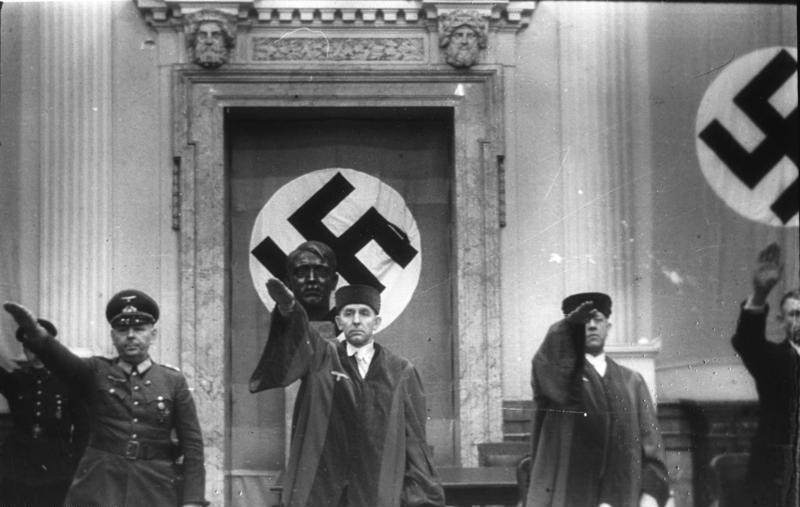
Roland Freisler (Mitte) zwischen den Beisitzern Hermann Reinecke (links) und Ernst Lautz (rechts) bei einer Sitzungseröffnung während des Prozesses gegen die Mitglieder des Kreisauer Kreises und dessen Umfeld nach dem Hitler-Attentat vom 20. Juli 1944

In allen Prozessen des Volksgerichtshofs zeigte Freisler eine ausgeprägte Voreingenommenheit im Sinne des NS-Staates und dessen Ideologie. Seine Prozessführung lag jenseits der Prozessordnung und des Verhaltenskodex’ für Richter und stellte dementsprechend eine schwere Form der Rechtsbeugung dar. Als fanatischer Nationalsozialist wollte er so urteilen, „wie der Führer selbst den Fall beurteilen würde“. Der hatte u. a. gesagt: „Jeder soll wissen, dass, wenn er die Hand zum Schlag erhebt, der sichere Tod sein Los ist.“ Freislers lautstarke Entgleisungen machten es für Tontechniker schwierig, Antworten von Angeklagten aufzunehmen: Er schrie in Verhandlungen mitunter derart, dass die Empfindlichkeit der Mikrofone auf ein entsprechend geringeres Niveau eingestellt werden musste.
Der Volksgerichtshof war für Freisler ausdrücklich ein „politisches Gericht“. In den Verhandlungen erniedrigte er die Angeklagten, er hörte ihnen kaum ruhig zu und unterbrach sie. Außerdem brüllte er sie an und führte den Prozess besonders unsachlich. Diese bewusste und gezielte Demütigung der Angeklagten geschah sowohl auf verbale Weise durch Freisler selbst als auch in nonverbaler Art durch die Umstände vor und während der Verhandlungen; so wurden z. B. einigen Angeklagten Hosenträger und Gürtel abgenommen. Da sie vor dem Gericht stehen mussten, waren sie gezwungen, ständig ihre Hosen festzuhalten.
Freislers reisender Volksgerichtshof arbeitete auch in Österreich, das 1938 von NS-Deutschland annektiert worden war. In den Jahren 1943/1945 verurteilte Freisler in drei Prozessen im Landesgericht Klagenfurt 31 slowenische und kommunistische Widerstandskämpfer, Deserteure und Partisanen zum Tode, darunter Rosa Eberhard, Margarete Jessernigg, Maria Peskoller, Erich Ranacher und Josef Ribitsch.

#### Umgang mit den Angeklagten der „Weißen Rose“
Freisler leitete den Schauprozess gegen die Mitglieder der Widerstandsgruppe „Weiße Rose“ im Februar 1943, zu dem die Mitglieder des Ersten Senats eigens von Berlin nach München geflogen wurden. Im zweiten Prozess gegen Mitglieder der „Weißen Rose“ (April 1943) schrie er gleich zur Eröffnung den Angeklagten entgegen, dass der Nationalsozialismus gegen solche „Verräter“ überhaupt kein Strafgesetzbuch benötige. Er werde „ganz ohne Recht“ kurzen Prozess machen. Freisler korrigierte sich und verbesserte: „ganz ohne Gesetz“. Als ihm ein Beisitzer dennoch wortlos das Strafgesetzbuch hinüberreichte, schleuderte er es augenblicklich in Richtung der Anklagebank, wo sich Angeklagte duckten, um nicht am Kopf getroffen zu werden.

#### Umgang mit Graf Schwerin von Schwanenfeld
Exemplarisch ist auch seine Vorgehensweise gegenüber Ulrich-Wilhelm Graf Schwerin von Schwanenfeld im Prozess gegen die „Verschwörer des 20. Juli 1944“:

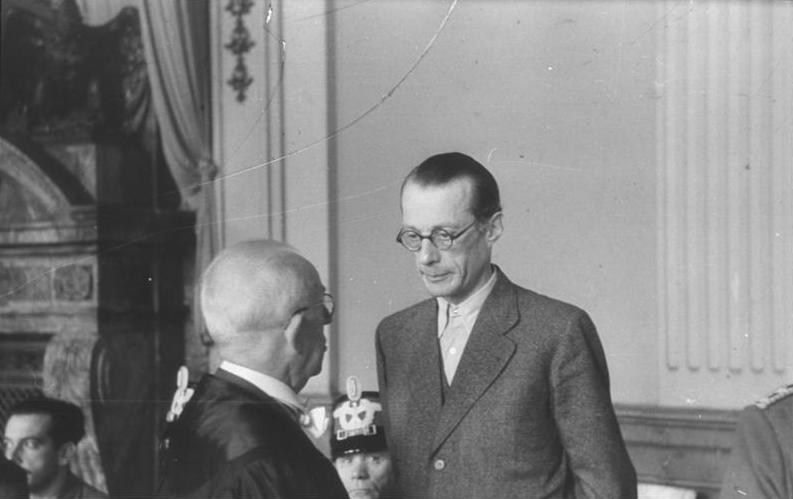
Ulrich Wilhelm Graf Schwerin von Schwanenfeld vor dem Volksgerichtshof, 1944

Freisler: „Sie müssen mit dem Polenfeldzug ein besonderes Erlebnis gehabt haben. Sind Sie nicht auch gerade eingesetzt gewesen in Westpreußen?“

Graf Schwerin: „Jawohl.“

Freisler: „Sie haben also Ihre eigene Heimat als Soldat unseres Führers befreien dürfen.“

Graf Schwerin: „Herr Präsident, was ich an politischen Erfahrungen persönlich gemacht habe, hat für mich mancherlei Schwierigkeiten in der Folge gehabt, weil ich ja sehr lange für das Deutschtum in Polen gearbeitet habe und aus dieser Zeit heraus ein vielfaches Hin und Her in der Einstellung den Polen gegenüber praktisch erlebt habe. Das ist eine …“

Freisler: „Jedenfalls ist das Hin und Her etwas, was Sie dem Nationalsozialismus zur Last legen können?“

Graf Schwerin: „Ich dachte an die vielen Morde …“

Freisler: „Morde?“

Graf Schwerin: „Die im In- und im Ausland …“

Freisler: „Sie sind ja ein schäbiger Lump! Zerbrechen Sie unter der Gemeinheit? Ja oder nein, zerbrechen Sie darunter?“

Graf Schwerin: „Herr Präsident!“

Freisler: „Ja oder nein, auf eine klare Antwort!“

Graf Schwerin: „Nein.“

Freisler: „Sie können auch gar nicht mehr zerbrechen, Sie sind ja nur noch ein Häufchen Elend, das vor sich keine Achtung mehr hat.“
Graf Schwerin von Schwanenfeld, den Freisler einleitend absichtlich falsch mit „Schwaneberg“ angeredet hatte, war einer von ca. 200 Menschen, die im Zusammenhang mit der Verschwörung des 20. Juli angeklagt und hingerichtet oder in den Suizid getrieben wurden.

#### Umgang mit Erwin von Witzleben
Der 62 Jahre alte Generalfeldmarschall Erwin von Witzleben magerte in den Tagen seiner Haft ab. Die Gestapo nahm ihm die Hosenträger weg. Vor Gericht sollte von Witzleben stehen, weshalb er seine Hose festhalten musste. Freisler schleuderte ihm entgegen: „Was fassen Sie sich dauernd an die Hose, Sie schmutziger alter Mann?“

#### Umgang mit Elfriede Scholz
Die Aussage gegenüber einer Kundin, dass der Krieg doch verloren sei, führte nach Denunzierung bei der Gestapo zur Verhaftung von Erich Maria Remarques Schwester Elfriede Scholz. Im Oktober 1943 wurde sie vor dem Volksgerichtshof in Berlin unter Vorsitz von Roland Freisler wegen Wehrkraftzersetzung zum Tode verurteilt. Freisler soll sich in seinem Urteil explizit auf ihren pazifistischen Bruder bezogen und während der Verhandlung ausgerufen haben: „Ihr Bruder ist uns leider entwischt – Sie aber werden uns nicht entwischen.“ Das Urteil wurde am 16. Dezember 1943 in der Richtstätte des Strafgefängnisses Berlin-Plötzensee durch Enthauptung mit dem Fallbeil vollstreckt.

#### Reaktionen von Angeklagten auf Freisler
Der Prozess gegen die Verschwörer des 20. Juli begann am 7. August 1944. Er wurde in wichtigen Teilen täglich von Kameraleuten der NS-Wochenschau gefilmt. Die Aufnahmen lagen dem Film Verräter vor dem Volksgerichtshof zugrunde, der in deutschen Kinos gezeigt werden sollte. Neben den Prozessmitschriften ist auch aus diesen Filmdokumenten zu erkennen, dass es Freisler mehrfach mit ungebrochenen Angeklagten zu tun hatte, die ihre Würde nie verloren. Dies erweist sich besonders an der Entscheidung von Propagandaminister Joseph Goebbels, aus diesem Grund den Film nicht in den Kinos zu zeigen.
Deutlichste Worte, die sich Freisler im August 1944 noch im Gerichtssaal des Berliner Kammergerichtes anhören musste, stammen von Caesar von Hofacker und Erwin von Witzleben. Hofacker, der als führende Gestalt des Widerstandes in Frankreich galt, unterbrach Freisler, nachdem ihn dieser mehrfach unterbrochen hatte: „Sie schweigen jetzt, Herr Freisler! Denn heute geht es um meinen Kopf. In einem Jahr geht es um Ihren Kopf!“ Und die Schlussworte, die Generalfeldmarschall von Witzleben an Freisler richtete, sollen gewesen sein: „Sie können uns dem Henker überantworten. In drei Monaten zieht das empörte und gequälte Volk Sie zur Rechenschaft und schleift Sie bei lebendigem Leib durch den Kot der Straßen.“ Als Freisler im Prozess gegen General Erich Fellgiebel diesem sarkastisch den nahen Tod ausmalte, entgegnete Fellgiebel: „Dann beeilen Sie sich mit dem Aufhängen, Herr Präsident, sonst hängen Sie eher als wir.“

### Tod
Freisler kam bei dem schweren US-Luftangriff auf Berlin vom 3. Februar 1945 ums Leben. Zu den näheren Umständen gibt es zwei widersprüchliche Darstellungen. Laut den überwiegenden Darstellungen in der historischen Fachliteratur starb Freisler, als er auf dem Weg in den Luftschutzkeller des Volksgerichtshofs in der Bellevuestraße 15 von einem Bombensplitter getroffen wurde.
Laut dem als Widerstandskämpfer angeklagten Fabian von Schlabrendorff, später Richter des Bundesverfassungsgerichts, wurde Freisler hingegen in seinem Beisein durch einen herabstürzenden Balken im Schutzraum erschlagen. Bei seinem Tod hielt Freisler nach Schlabrendorffs Darstellung dessen Akte in der Hand. Ein von der Straße herbeigerufener Arzt stellte seinen Tod fest; es war der Bruder von Rüdiger Schleicher, den Freisler am Tag zuvor zum Tode verurteilt hatte. Wilhelm Crohne wurde vorübergehend Freislers Nachfolger; er sprach Schlabrendorff frei.
Laut seiner Sterbeurkunde, die am 6. Februar 1945 ausgestellt wurde, wurde Freisler bereits tot in das Elisabethkrankenhaus in Tiergarten eingeliefert.
Roland Freisler wurde, ebenso wie seine 1997 verstorbene Frau, auf dem Berliner Waldfriedhof Dahlem im Grab seiner Schwiegereltern beigesetzt. Der Name Freisler wird auf dem Grabstein nicht genannt.

## Nachleben
Im Jahr 1958 verhängte eine Spruchkammer in West-Berlin eine Sühnegeldstrafe von 100.000 D-Mark über den Nachlass Freislers. Sie wurde mit der früheren Beschlagnahme zweier Grundstücke verrechnet. Freislers Witwe Marion Russegger (1910–1997) hatte gegen diese Entscheidung Einspruch erhoben, weil die Grundstücke aus ihrer Mitgift bezahlt worden seien. In der Spruchkammerentscheidung wurde dagegen festgestellt, dass die Zahlungen für die Grundstücke mit den Gehaltszahlungen Freislers korrespondierten. Zudem stellte sich heraus, dass die Witwe bei der Eheschließung mittellos gewesen war.
Im Jahr 1985 wurde öffentlich bekannt, dass Freislers Witwe eine Rente nach dem Bundesversorgungsgesetz und ab 1974 zusätzlich einen Berufsschadensausgleich bezog. Diese Ausgleichszahlung wurde damit begründet, dass im Falle Freisler unterstellt werden müsse, dass er, wenn er den Krieg überlebt hätte, als Rechtsanwalt oder Beamter des höheren Dienstes ein höheres Einkommen erzielt hätte. Der Leiter des Versorgungsamtes München I, Ernst Nay, hatte ab 1982 behördenintern ohne Erfolg versucht, den Bescheid aufzuheben, scheiterte aber an seinen Vorgesetzten, darunter dem bayerischen Sozialminister und Opus-Dei-Sympathisanten Fritz Pirkl, und wurde anschließend schikaniert und aus dem Dienst gedrängt. Öffentlich bekannt wurde der Fall erst, als am 29. Januar 1985 der SPD-Parlamentarier Günter Wirth eine schriftliche Anfrage an die bayerische Staatsregierung stellte. Trotz des erheblichen öffentlichen Aufsehens über diese Entscheidungen blieb es bei dieser Rentenzahlung für Freislers Witwe, da ihre Argumentation als gesetzeskonform galt. Nur die automatischen Erhöhungen ihrer Rente wurden ausgesetzt. Erst nach Marion Russeggers Tod wurde das Bundesversorgungsgesetz 1997 dahingehend ergänzt, dass Leistungen bei Verstößen gegen die Grundsätze der Menschlichkeit oder Rechtsstaatlichkeit versagt werden können.

## Schriften
Freislers Werke propagieren einen völkischen Führerstaat sowie rassistische Theorien und werden zur nationalsozialistischen Propaganda gezählt.
- Grundsätzliches über die Betriebsorganisation (= Schriften des Instituts für Wirtschaftsrecht an der Universität Jena, 3). Jena 1922. nbn-resolving.org
- Das Werden des Juristen im Dritten Reich. 1. Teil. Berlin 1933.
- Gedanken zum Erbhofrecht. 1933.
- Das Deutsche Strafrecht (Zeitschrift). Ab 1933.
- Grundzüge eines Allgemeinen Deutschen Strafrechts. Denkschrift des Zentralausschusses der Akademie für Deutsches Recht. 1934 (höchstwahrscheinlich nur teilweise Beiträge).
- Zusammen mit Franz Gürtner (Reichsminister): Das kommende deutsche Strafrecht, Allgemeiner Teil. 1934 (Freisler wirkte „nur“ mit).
- (Hrsg.): Denkschrift des Zentralausschusses der Strafrechtsabteilung der Akademie für Deutsches Recht über die Grundzüge eines Allgemeinen Deutschen Strafrechts. Berlin 1934.
- Zusammen mit Ludwig Grauert (Leiter der Polizeiabteilung des preußischen Innenministeriums): Das neue Recht in Preußen (Sammlung). Berlin, 1. Band wahrsch. 1934 oder 1933, 2. Band 1935.
- Gedanken zur Technik des werdenden Strafrechts und seiner Tatbestände. 1935.
- Deutsches Strafrecht. Strafrecht, Strafrechtspolitik, Strafprozess. Berlin 1935.
- Zur Neugestaltung des Strafverfahrens. Berlin 1935.
- Die Aufgaben der Reichsjustiz entwickelt aus der biologischen Rechtsauffassung. In: Deutsche Justiz, Heft 13 vom 29. März 1935, S. 468–470.
- Zusammen mit Reichsminister Franz Gürtner: Das neue Strafrecht. Grundsätzliche Gedanken zum Geleit. Berlin 1936.
- Zur Abschlußtagung der amtlichen Strafrechtskommission. In: Zeitschrift Deutsche Justiz, hrsg. vom Reichsjustizministerium, Nr. 42 vom 16. Oktober 1936, S. 1550.
- Zur Befreiung des Rechtsdenkens. In: Zeitschrift Deutsche Justiz, hrsg. vom Reichsjustizministerium, Nr. 42 vom 16. Oktober 1936, S. 1568–1574.
- Vom alten zum neuen Ehescheidungsrecht. Kritik, Vorschlag, Begründung. Berlin 1937.
- Der Ehrenschutz im neuen deutschen Strafverfahren (= Beiträge zur Rechtserneuerung, 4). Gemeinschaftsarbeit von Roland Freisler …, Berlin 1937.
- Rechtsstaat. In: Erich Volkmar, Alexander Elster, Günther Küchenhoff (Hrsg.): Die Rechtsentwicklung der Jahre 1933 bis 1935/36 (zugleich Handwörterbuch der Rechtswissenschaft, Band VIII: Der Umbruch 1933/1936), Berlin/Leipzig 1937, S. 567–577.
- Nationalsozialistisches Recht und Rechtsdenken (Schriften des Reichsverbandes Deutscher Verwaltungsakademien). Berlin 1938.
- Leitfaden für die Helfer der Ermittlungshilfe. Berlin 1938.
- Die Wiedergeburt strafrechtlichen Denkens. Berlin 1940.
- Die Idee des Reiches. In: Deutsche Justiz. Rechtspflege und Rechtspolitik. Amtliches Blatt der deutschen Rechtspflege, 102. Jahrgang, Heft 9 vom 1. März 1940, S. 253–256.
- Psychische Grundlage der Polengreuel, dargestellt an der Entwicklung des polnischen Volksgeistes. In: Deutsche Justiz, Heft 29 vom 17. Mai 1940, S. 557–563.
- Mit Justus W. Hedemann: Deutsches Gemeinrecht im Werden. Von Decker, Berlin 1940.
- Mit Justus W. Hedemann (Hrsg.): Kampf für ein deutsches Volksrecht: Richard Deinhardt zum 75. Geburtstage. Von Decker, Berlin 1940.
- Kriminologie – unentbehrliche und gleichwertige Grundlage erfolgreicher Strafrechtspflege. In: Deutsches Strafrecht. 7/8 (1942), S. 97–107.
- Das deutsche Polenstrafrecht (in 3 Teilen). In: Deutsche Justiz, hrsg. vom Reichsjustizministerium, Teil 1 in Nr. 51/52 vom 19. Dezember 1941, S. 1129–1132, Teil 2 im Heft vom 9. Januar 1942, S. 25–32, Teil 3 in Heft 3 vom 16. Januar 1942, S. 41–46.

## Filme
- Roland Freisler. Gezeigt im MDR am 31. Juli 2016, 21:00–21:45 (Dokumentaraufnahmen und filmische Szenen).